# Acacia divaricata
Acacia divaricata é uma espécie de leguminosa do gênero Acacia, pertencente à família Fabaceae.